# Национальный парк Аннапурны
Национальный парк Аннапурны (непальск. अन्नपूर्णा संरक्षण क्षेत्र) — природоохранная зона в Непале, включающая в себя горный массив Аннапурна и окружающие его территории.
Парк был основан в 1986 году в рамках проекта Национального фонда охраны природы (NTNC).
На территории национального парка проживает более 100 000 человек, представляющих различные культурные и лингвистические группы. В парке обитает 163 вида животных и 474 вида птиц, произрастает 1226 видов растений.

## Достопримечательности
- Аннапурна I (8091 м) — десятая по высоте вершина мира, самый опасный для восхождения восьмитысячник — уровень смертности альпинистов достигает 32 %[2]
- Мачапучаре (6993 м) — одна из красивейших гор Гималаев; на вершину горы не ступала нога человека — местным населением Мачапучаре почитается как дом бога Шивы, восхождения на гору запрещены
- Долина реки Марсъянди, известная разнообразием животного и растительного мира
- Долина реки Кали-Гандаки, разделяющая два горных массива-восьмитысячника — Аннапурну и Дхаулагири — и считающаяся глубочайшей в мире (разница между высотами долины реки и вершины Аннапурна I — около 5570 м)
- Озеро Тиличо — труднодоступное высокогорное озеро, находящейся на высоте 4919 м у подножия пика Тиличо[3]
- Храмовый комплекс Муктинатх — священное для индуистов и буддистов место, расположен у западного склона перевала Торонг-Ла
- Крупнейший в мире лес рододендронов[1]

## Туризм
Разнообразие природных ландшафтов, богатый животный и растительный мир привлекают в Национальный парк Аннапурны туристов из разных стран. На территории парка проложен ряд пеших туристских маршрутов (треков). Наиболее протяжённый из этих маршрутов — «Трек вокруг Аннапурны», проходящий по долинам рек Марсъянди и Кали-Гандаки. Также, у туристов пользуются популярностью походы к базовому лагерю Аннапурны («Трек Святилище Аннапурны») и пешие маршруты к горе Пун-Хилл (3193 м), с которой открывается вид на восьмитысячники Дхаулагири I и Аннапурна I.
Более 60 % любителей пешего и горного туризма, приезжающих в Непал, совершают походы именно в Национальном парке Аннапурны. В 2000 году парк посетило около 75 000 человек, а в 2012 году — уже более 105 000 человек.
Для походов по территории национального парка необходимо иметь следующие документы (по данным на 2014 год):
- регистрационная карта туриста (TIMS)
- разрешение на пребывание в Национальном парке Аннапурны

Эти документы можно оформить в Министерстве туризма Непала или (в случае организованных туров) в туристических офисах Катманду и Покхары.
Наиболее благоприятными сезонами для походов в Национальном парке Аннапурны считаются весна и осень. В зимнее время в горных областях холодно и лавиноопасно, а лето в Непале — сезон дождей.

## Галерея

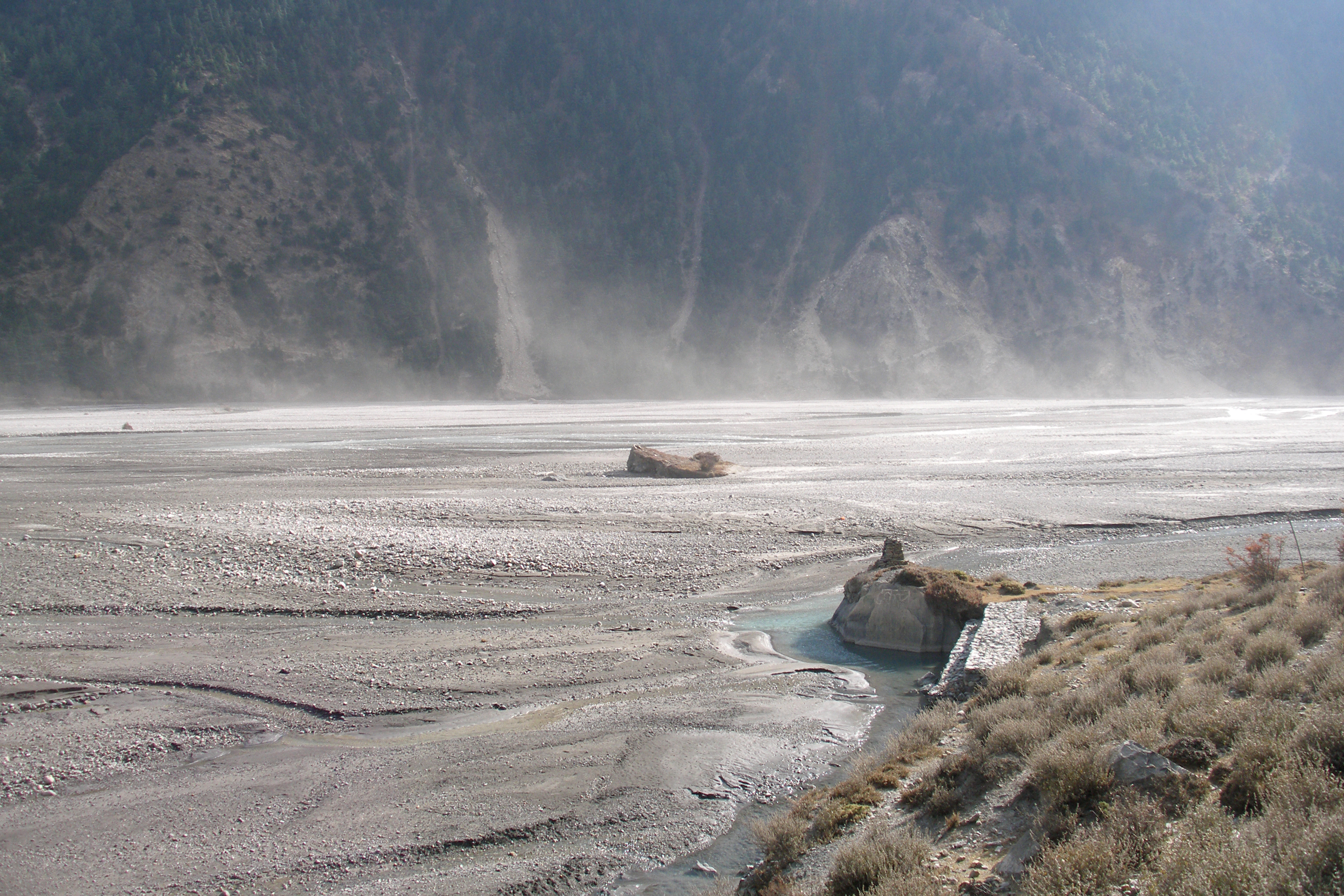
Долина Кали Гандаки
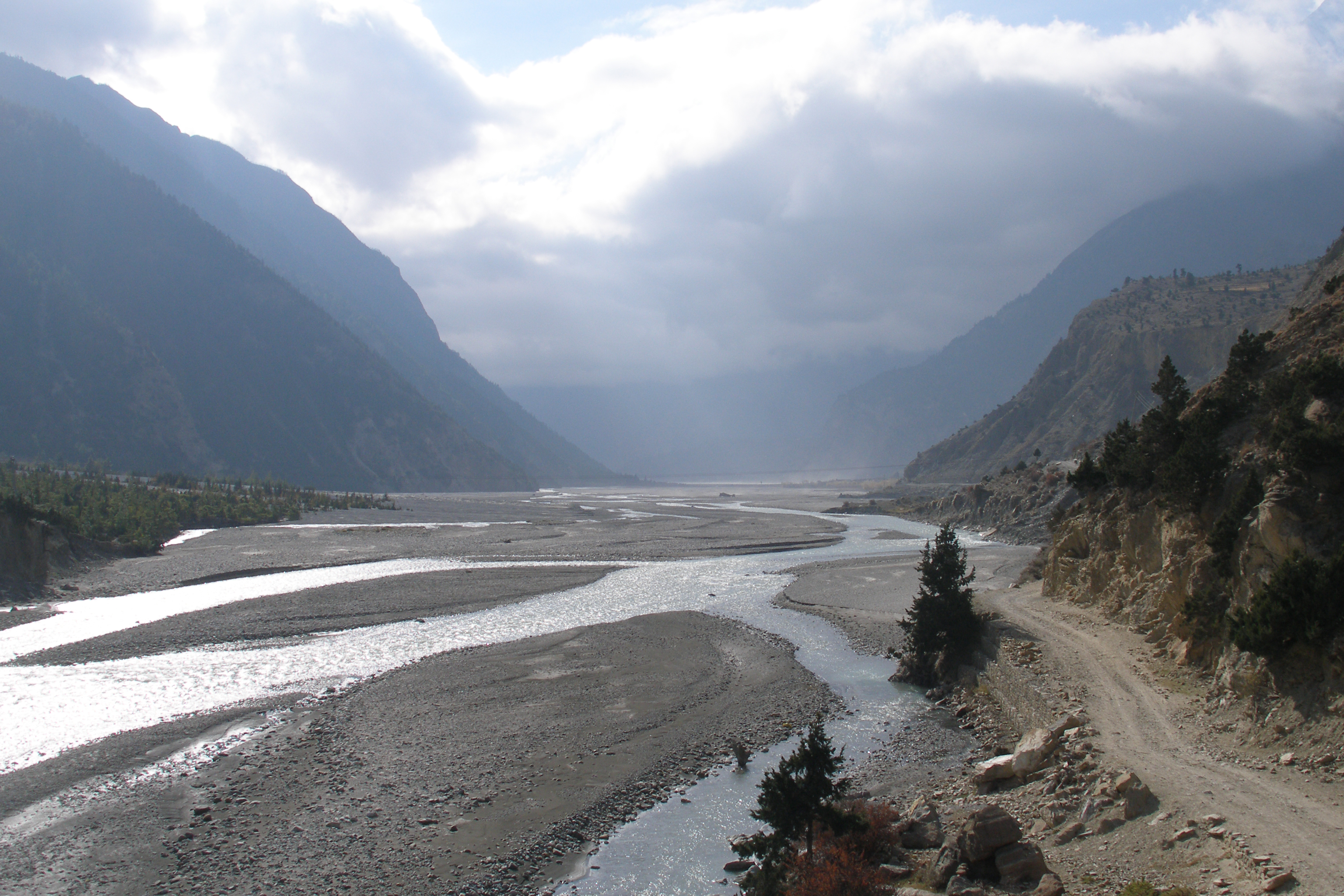
Долина Кали Гандаки рядом с Тукуче
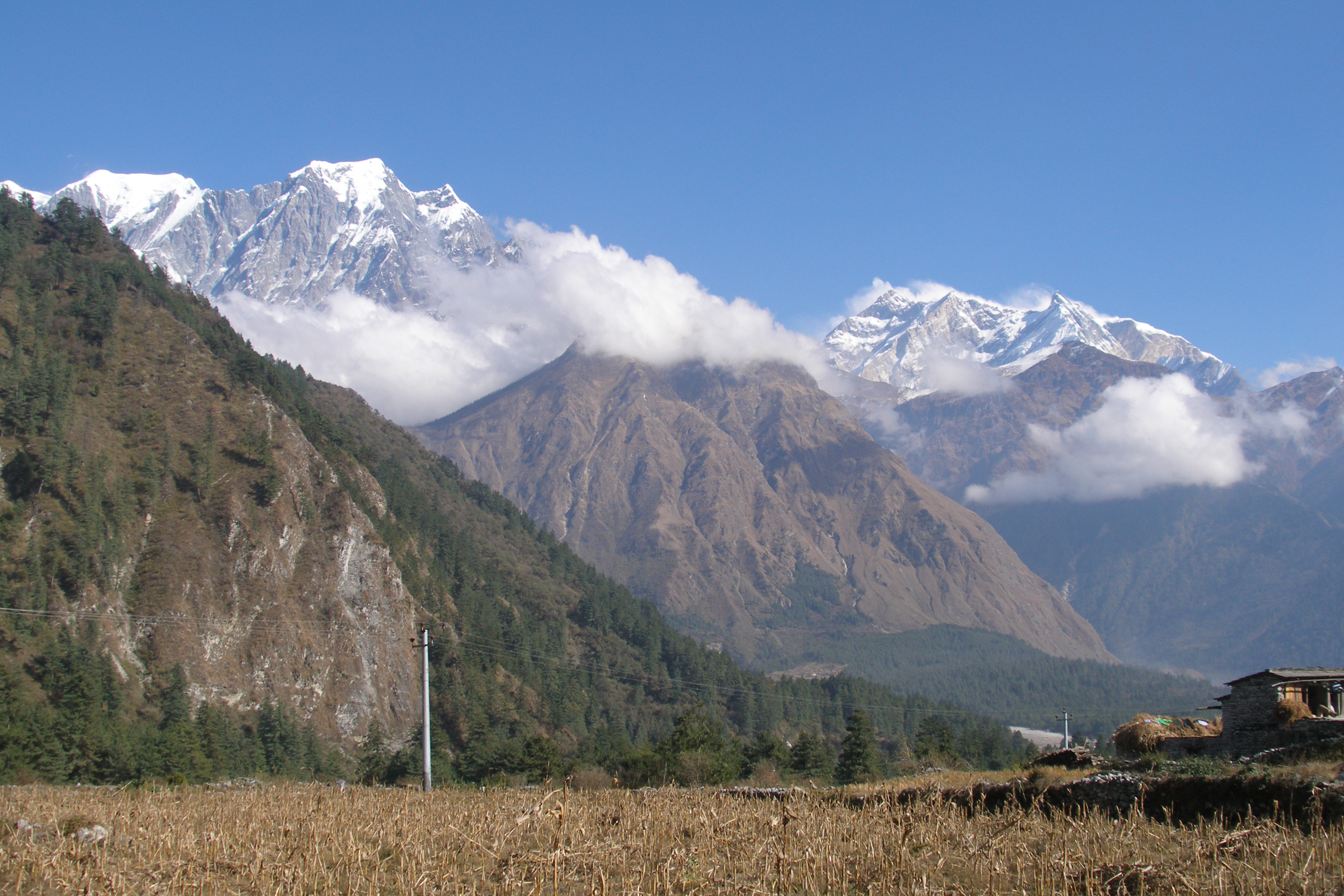
Массивы Аннапурна и Нилгири
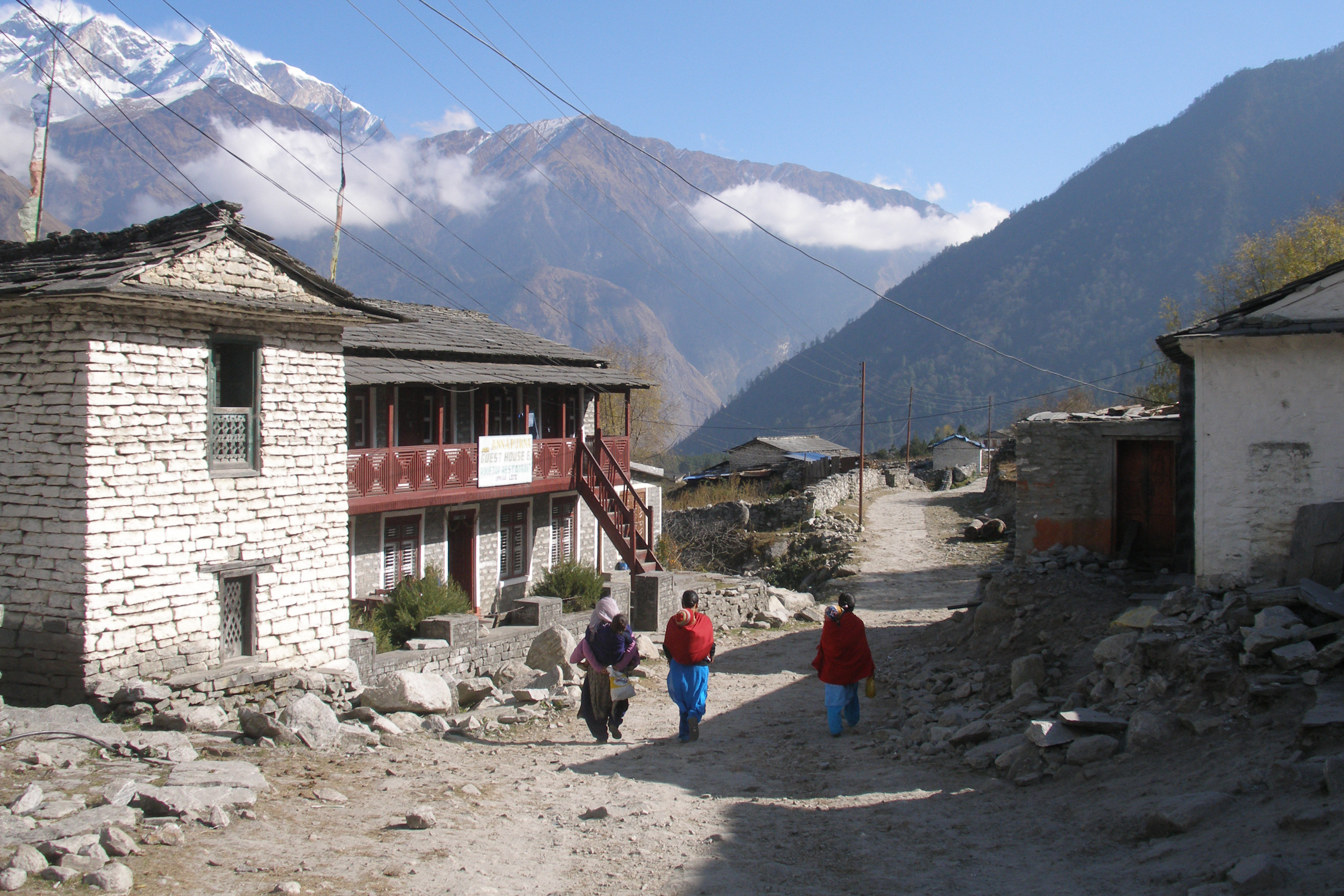
Лете
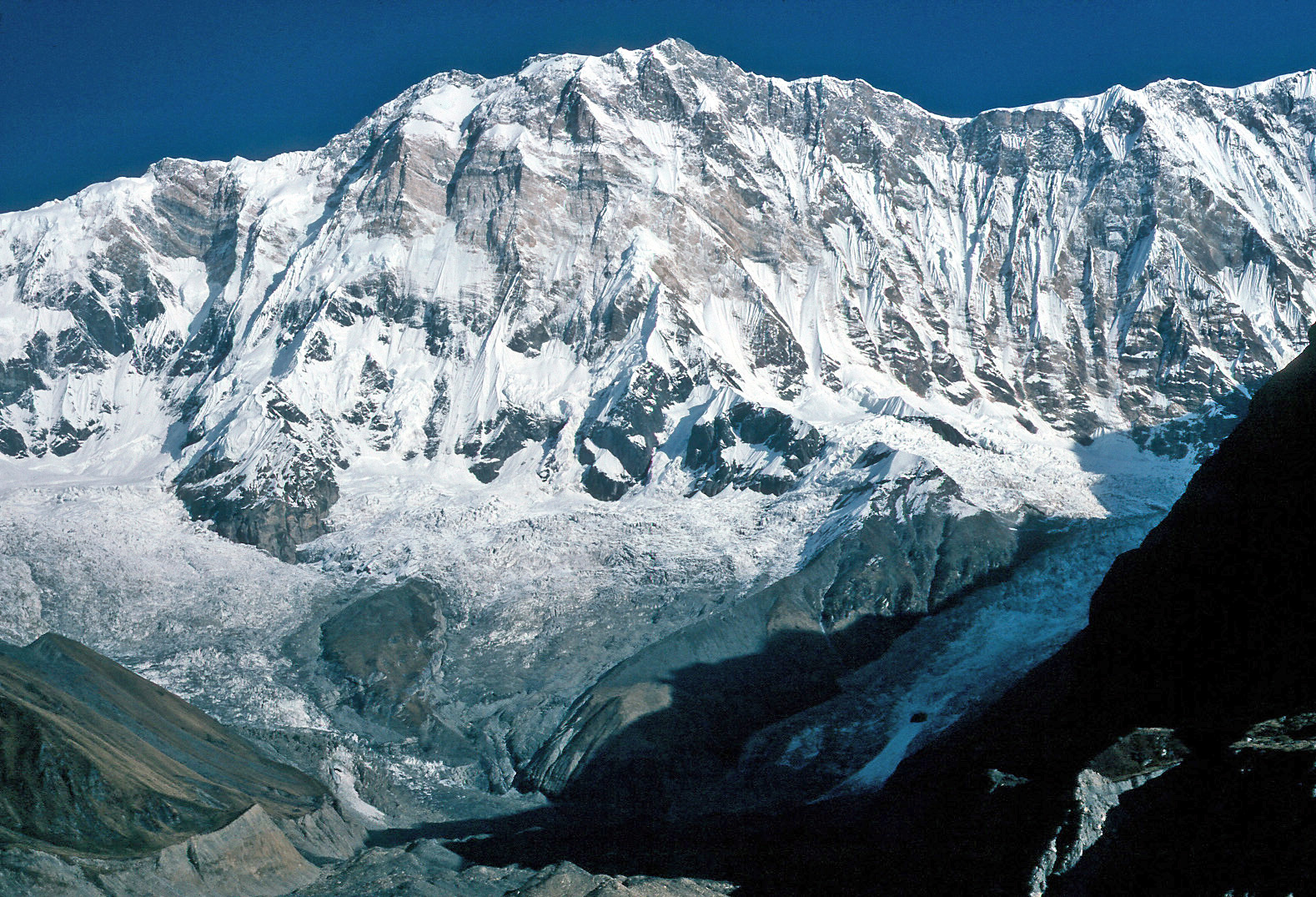
Аннапурна I
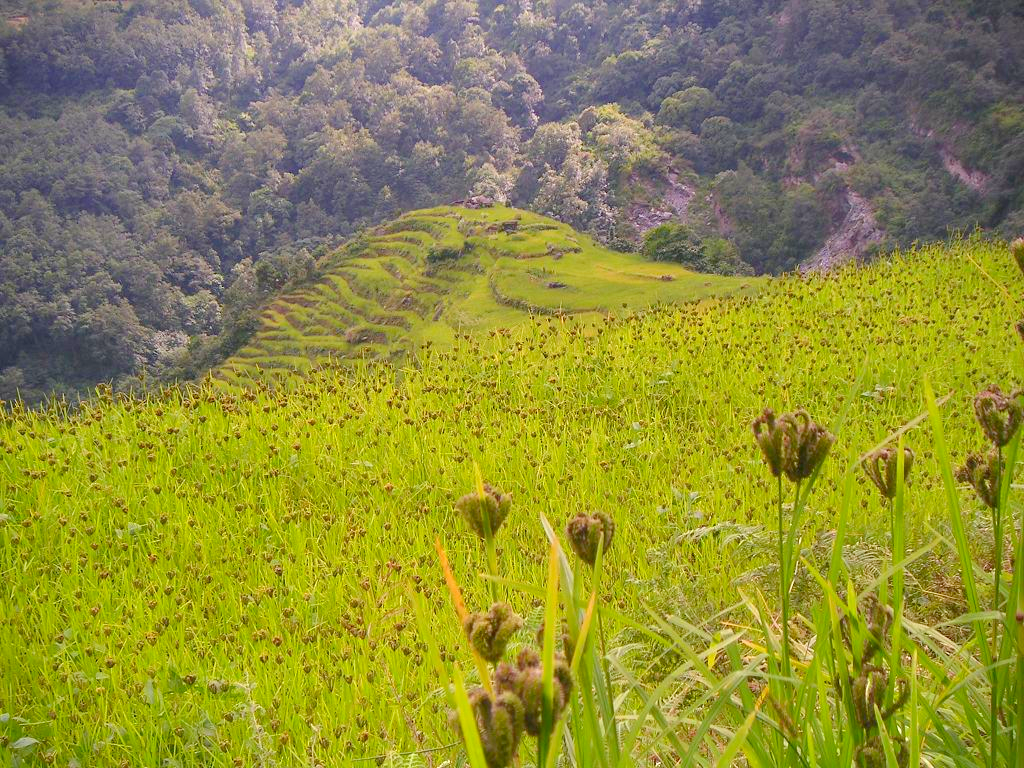
Зелёные поля в окрестностях Аннапурны
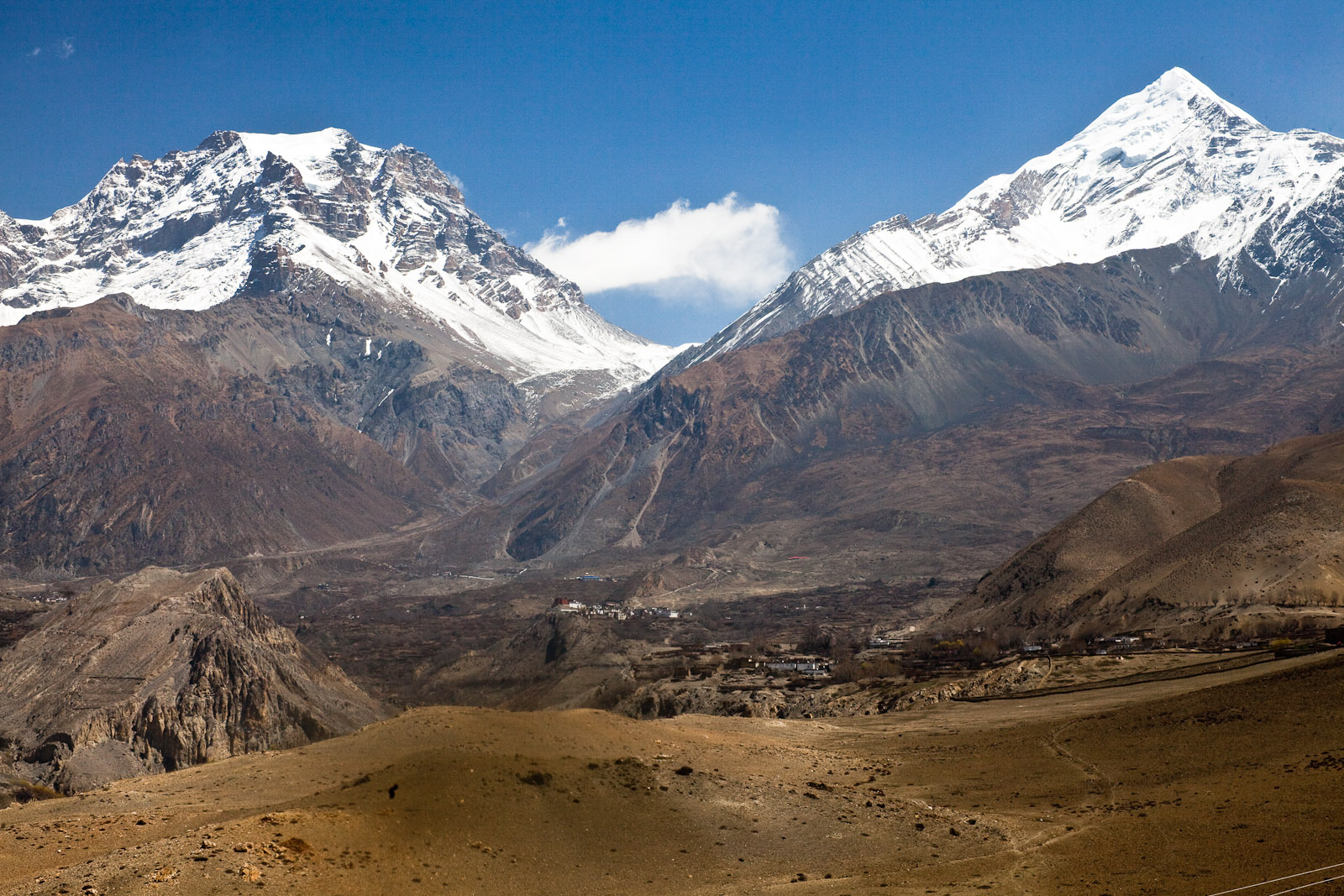
Перевал Торонг-Ла между вершинами Якава-Канг (слева) и Катунг-Канг (справа)
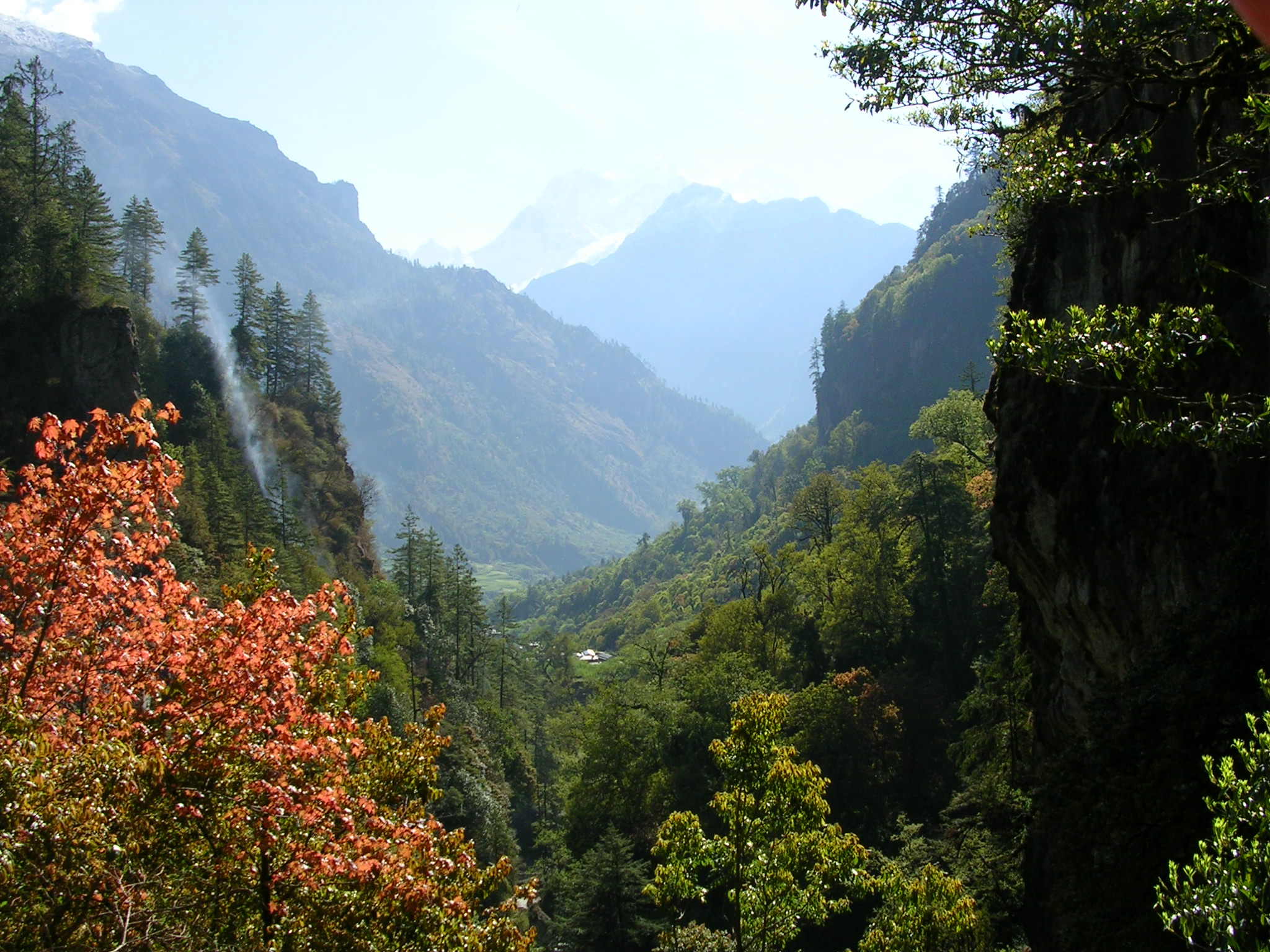
Долина реки Марсъянди
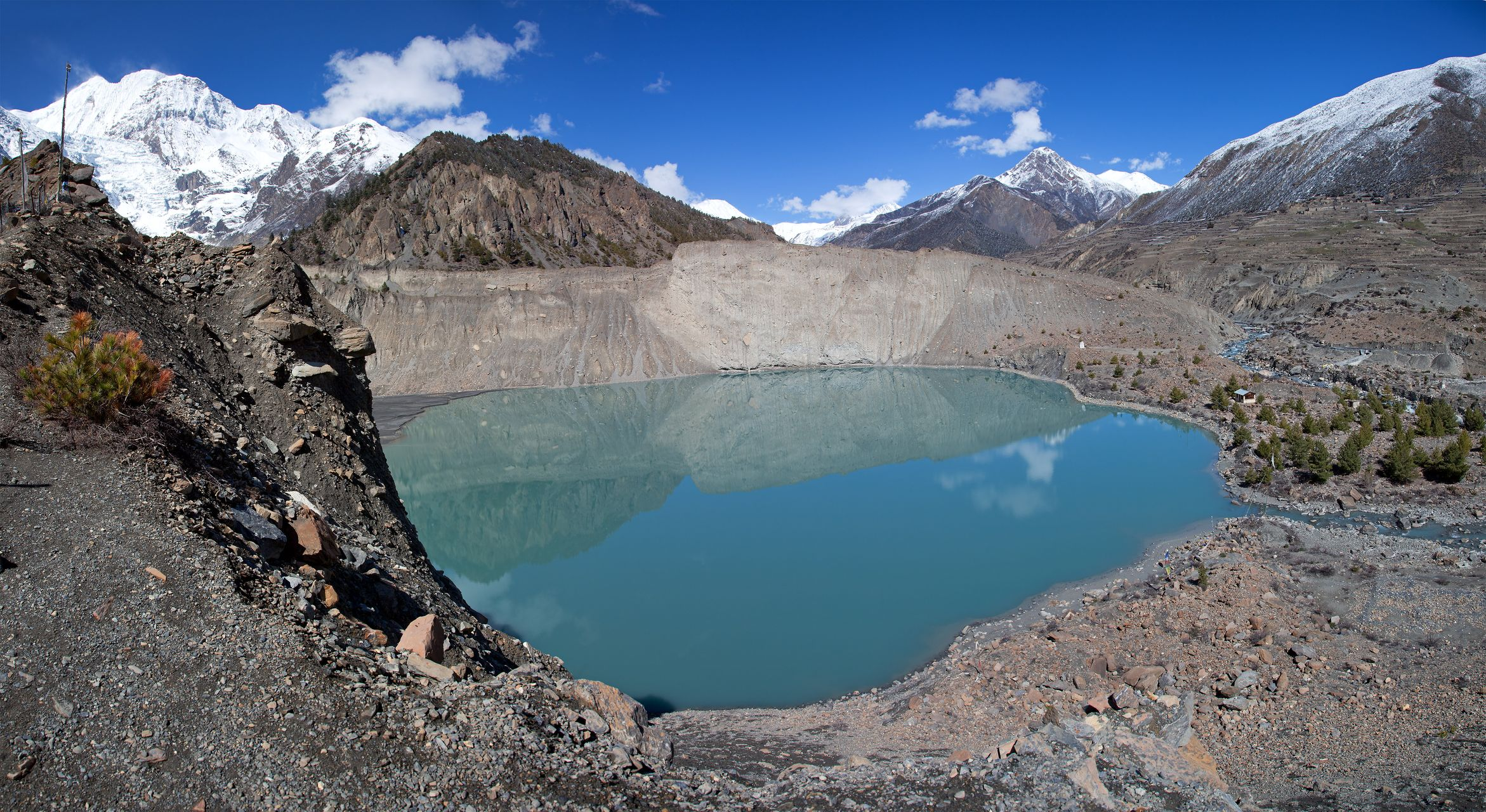
Озеро, образованное талыми водами ледника Гангапурны